# Coronilla repanda
Coronilla repanda är en ärtväxtart som först beskrevs av Jean Louis Marie Poiret, och fick sitt nu gällande namn av Giovanni Gussone. Coronilla repanda ingår i släktet kroniller, och familjen ärtväxter.

## Underarter
Arten delas in i följande underarter:
- C. r. dura
- C. r. repanda